# Sarreinsberg
Pour les articles homonymes, voir Königsberg (homonymie).
Sarreinsberg ou Mont-Royal (Saareinsberg ou Königsberg en allemand), est une ancienne commune et un écart de la commune française de Gœtzenbruck dans le département de la Moselle.
Fondé en 1746, le village devient commune lors de la création du département de la Moselle. Il est ensuite successivement annexé à Gœtzenbruck (1811) puis à Althorn (1837). Sarreinsberg redevient chef-lieu d'une commune en 1838, avant d'être définitivement rattaché à Goetzenbruck en 1947.

## Géographie
Situé au sommet d'une colline dont le versant ouest appartient au bassin de la Sarre et le versant est au bassin du Rhin (Saar-Rhein-berg), l'écart est quasi-attenant à Goetzenbruck,. La frontière se situe de l'axe passant par la rue de la Forêt, le tronçon de la rue Harpe à la rue de l'École, le début de la rue Saint-Hubert jusqu'au croisement de la rue d'Ingwiller et de la rue du Foyer, Sarreinsberg étant situé versant sud et Goetzenbruck versant nord.

## Toponymie
- Anciennes mentions[4],[1],[5],[6] : Könickberg (carte Jaquet 1749[4]) Mont-Royal ou Könisberg (carte Cassini) ; Montroïal (1771) ; Mont-Royal ou Kœnigsberg (1779) ; Sarrheimberg (1793) ; Saareinberg (An II) ; Sar-Rhinberg (An X) ; Sarreinsberg ou Sarrerhimberg (1817)[7] ; Sarreinsberg ou Mont Royal (carte de l'État-major).
- En francique rhénan : Kinnisberri ou Kenichbärsch. En allemand standard : Saareinsberg ou Königsberg.
- Ce toponyme fut vraisemblablement dérivé de l'usage plus ancien, en francique rhénan local, du terme Kinnisberri, traduisible en « mont du roi » ou « mont royal » ; en effet, il s'agit du plus haut sommet des Vosges du Nord sur la ligne de partage des eaux entre Phalsbourg et Bitche. La vue porte loin vers la vallée du Rhin, la Forêt-Noire, vers les Vosges et la vallée de la Sarre. Le toponyme de forme Koenigsberg n'est pas unique sur le territoire mosellan, puisqu'il existe également une cense de ce nom à Sierck-les-Bains[8].

## Histoire
L’histoire de Sarreinsberg est indissociable de l’histoire de Goetzenbruck et Althorn, et de manière plus générale des communes voisines (Mouterhouse, Meisenthal, Saint-Louis, etc.) et de l’ensemble de la région.
Le village est fondé en 1746 sous le nom de Mont-Royal, nom qui deviendra Montroïal en 1771, avant de retrouver sa forme première. Le nom de Mont-Royal sera repris en allemand littéraire par Kœnigsberg, puis Königsberg en 1779. Ces noms seront supprimés après la Révolution française, et le hameau adoptera alors une orthographe plus proche de l'actuelle : Saarreinberg, en 1794, puis Sar-Rhinberg en 1802 et enfin Sarreinsberg, nom qu'il doit à sa situation sur la ligne de partage des eaux entre la Sarre et le Rhin.

## Démographie
| 1793 | 1800 | 1806 | 1817 | 1841  | 1861  | 1866  |
| ---- | ---- | ---- | ---- | ----- | ----- | ----- |
| 262  | 298  | 498  | 433  | 1 100 | 1 215 | 1 291 |

| 1872  | 1876  | 1881  | 1886  | 1891  | 1896  | 1901  |
| ----- | ----- | ----- | ----- | ----- | ----- | ----- |
| 1 379 | 1 333 | 1 284 | 1 301 | 1 458 | 1 497 | 1 503 |

| 1906  | 1911  | 1921  | 1926  | 1931  | 1936  | - |
| ----- | ----- | ----- | ----- | ----- | ----- | - |
| 1 474 | 1 424 | 1 344 | 1 272 | 1 186 | 1 145 | - |

Sarreinsberg ne date que de 1746, mais sa position au centre des industries verrières a fait rapidement accroître sa population, au point qu'en moins d'un siècle elle s'est élevée à 1 176 individus. Ainsi, en 1810, elle excédait de 171 individus celle de 1792; en 1827, de 564, et en 1841, elle s'élevait déjà à 1 100 individus.

## Administration

### Situation administrative

Situation de Goetzenbruck (rouge) au sein du canton de Bitche (gris).

Sarreinsberg dépend du bailliage de Bitche jusqu'à la Révolution, avant d'être érigé en commune du département de la Moselle qui vient d'être créé. Il fait partie de l'éphémère canton de Lemberg (1790-1802) puis passe dans celui de Bitche. Le village est ensuite annexé à Gœtzenbruck par décret du 9 avril 1811, puis à Althorn par ordonnance royale du 2 mai 1837. Sarreinsberg redevient le chef-lieu d'une commune le 27 juin 1838, avec Althorn pour annexe, pour finalement être à nouveau uni à Gœtzenbruck à partir du 12 avril 1947,.
| Date de début           | Date de fin             | Commune              | Canton              |
| ----------------------- | ----------------------- | -------------------- | ------------------- |
| 14 décembre 1789        | 9 avril 1811            | Sarreinsberg         | Lemberg puis Bitche |
| 9 avril 1811            | 2 mai 1837              | Goetzenbruck         | Bitche              |
| 2 mai 1837              | 27 juin 1838            | Althorn-Sarreinsberg | Bitche              |
| 27 juin 1838            | 12 avril 1947           | Sarreinsberg         | Bitche              |
| depuis le 12 avril 1947 | depuis le 12 avril 1947 | Goetzenbruck         | Bitche              |

### Liste des maires
| Période                                  | Période | Identité                                               | Étiquette | Qualité |
| ---------------------------------------- | ------- | ------------------------------------------------------ | --------- | ------- |
| 1753                                     | NC      | Jean Gerner (1er maire de l'histoire de Sarreinsberg)  | NC        | NC      |
| 1860                                     | 1876    | Joseph Fuhrmann                                        | NC        | NC      |
| 1876                                     | 1879    | Pierre Schnur                                          | NC        | NC      |
| 1879                                     | 1886    | Edouard Lostetter                                      | NC        | NC      |
| 1886                                     | 1900    | Pierre Obitz                                           | NC        | NC      |
| 1901                                     | 1919    | Jean-Nicolas Romang                                    | NC        | NC      |
| 1919                                     | 1920    | Christophe Abel                                        | NC        | NC      |
| 1920                                     | 1922    | Eugène Burgun                                          | NC        | NC      |
| 1922                                     | 1934    | Jean-Baptiste Netzer                                   | NC        | NC      |
| 1934                                     | 1935    | François Ehrmann                                       | NC        | NC      |
| 1935                                     | 1940    | Jean-Baptiste Netzer                                   | NC        | NC      |
| 1940                                     | 1945    | Réuni avec Goetzenbruck durant l'occupation            | NC        | NC      |
| 1945                                     | 1945    | Jean-Baptiste Netzer                                   | NC        | NC      |
| 1945                                     | 1947    | Jean-Baptiste Fuhrmann (dernier maire de Sarreinsberg) | NC        | NC      |
| Les données manquantes sont à compléter. |         |                                                        |           |         |

## Culture locale et patrimoine

### Cultes
Lors de la fondation des villages de Goetzenbruck en 1721 et de Mont-Royal en 1746, le besoin se fait immédiatement grand de pouvoir construire un lieu de culte décent pour la nouvelle communauté villageoise. Georges Walter nous raconte dans sa chronique : « Nos grands-parents construisirent une chapelle. Chacun des habitants de Goetzenbruck et Königsberg y a contribué selon ses moyens. Que Dieu soit loué à jamais! Nos ancêtres, après avoir trouvé cet endroit pour y exercer leur art, ont commencé par rendre à Dieu l'honneur et la gloire qui lui sont dus. Ils savaient bien que de sa bénédiction dépend tout bien et tout bonheur... ».
La première chapelle du village est érigée en 1724 pour les verriers par Jean-Baptiste Poncet, assesseur à la prévôté de Bitche, trois ans après qu'il a fondé la verrerie. Dédiée à la Très Sainte Vierge Marie, elle est au départ desservie par les Pères Augustins de Bitche, puis rattachée à la paroisse-mère de Soucht de 1738 jusqu'en 1802, date de son érection en paroisse autonome de l'archiprêtré de Bitche. Cependant, avec une population en constante augmentation, la chapelle devient rapidement insuffisante. Une nouvelle église est alors construite de 1858 à 1868 à la jonction entre Gœtzenbruck et Sarreinsberg.

### Lieux et monuments
La manufacture d’optique Mont-Royal, créée en 1938. Elle est florissante jusque dans les années 1960, et après une restructuration importante à la fin des années 1990, cette entreprise est devenue un modèle industriel de notoriété internationale.